# Protomerulius
Protomerulius Möller (porotrzęsak) – rodzaj grzybów z rzędu uszakowców (Auriculariales).

## Systematyka i nazewnictwo
Pozycja w klasyfikacji według Index Fungorum: Incertae sedis, Auriculariales, Auriculariomycetidae, Agaricomycetes, Agaricomycotina, Basidiomycota, Fungi.
Takson utworzył Friedrich Alfred Möller w 1895 r. Synonimy naukowe:
- Aporpium Bondartsev & Singer 1944
- Aporpium Bondartsev & Singer 1941

Polską nazwę nadał Władysław Wojewoda w 1977 r. Obecnie w Polsce brak gatunków należących do tego rodzaju (jedyny gatunek, tzw. porotrzęsak szarawy, został przeniesiony do rodzaju Elmerina).
Niektóre gatunki:
- Protomerulius africanus (Ryvarden) Ryvarden 1991
- Protomerulius brachysporus (Luck-Allen) Spirin & Malysheva 2019
- Protomerulius substuppeus (Berk. & Cooke) Ryvarden 1991

Wykaz gatunków i nazwy naukowe na podstawie Index Fungorum.